# 2025-ös WTA-szezon
A 2025-ös WTA-szezon a WTA, azaz a női profi teniszezők nemzetközi szövetsége által megszervezett versenysorozat 2025-ös évada. A szezon magába foglalja a Nemzetközi Teniszszövetség (ITF) által felügyelt Grand Slam-tornákat, a WTA1000 és WTA500 tornákat, a WTA250 tornákat, az ITF által szervezett Billie Jean King-kupát, valamint az év végi világbajnokságot, a WTA Finals tornát.
2022. március 1-től az Oroszország által Ukrajna területét ért támadás miatt a tenisz nemzetközi szervezetei, valamint a Grand Slam-tornák és a nemzetközi csapatversenyek szervezői Oroszországot és Fehéroroszországot kizárták a versenyekből. E két ország versenyzői csak saját nevükben vehetnek részt a tornákon, eredményeik nem számítanak be országuk eredményébe.

## Az év kiemelkedő magyar eredményei

### Győzelmek (8)
Február
- Babos Tímea – Linz Open, Linz, Ausztria (WTA500) (páros)

Április
- Bondár Anna – Antalya Challenger 3, Antalya, Törökország (WTA125) (páros)
- Gálfi Dalma – Oeiras Ladies Open, Oeiras, Portugália (WTA125) (egyéni)

Május
- Gálfi Dalma – Catalonia Open, Vic, Spanyolország (WTA125) (egyéni)
- Stollár Fanny – Clarins Open, Párizs, Franciaország (WTA125) (páros)
- Babos Tímea – Internationaux de Strasbourg, Strasbourg, Franciaország (WTA500) (páros)

Június
- Stollár Fanny – Libema Open, Rosmalen, Hollandia (WTA250) (páros)

Július
- Udvardy Panna – Iași Open, Jászvásár, Románia (WTA250) (páros)

### Döntők (5)
Január
- Stollár Fanny – Hobart International, Hobart, Ausztrália (WTA250) (páros)

Április
- Gálfi Dalma – Open Internacional Femení Solgironès, La Bisbal d’Empordà, Spanyolország (WTA125) (egyéni)

Június
- Bondár Anna – Open delle Puglie, Bari, Olaszország (WTA125) (egyéni)

Július
- Bondár Anna – Hamburg European Open, Hamburg, Németország(WTA250) (egyéni)
- Bondár Anna – Hamburg European Open, Hamburg, Németország(WTA250) (páros)

## Versenynaptár
A WTA 2025-ös versenynaptára, feltüntetve benne a legalább negyeddöntőbe jutott versenyzőket.
A színjelölések
| Grand Slam-tornák |
| WTA 1000          |
| WTA 500           |
| WTA 250           |
| WTA Finals        |
| Csapatversenyek   |

Rövidítések: KM=körmérkőzés; E=egyéni; Q=kvalifikáció; P=páros; X=vegyes páros; (f)=fedett pályán.

### Január
| Kezdés napja        | Torna | Győztesek                                           | Döntősök                             | Elődöntősök                            | Negyeddöntősök                                                          |
| ------------------- | --- | --------------------------------------------------- | ------------------------------------ | -------------------------------------- | ----------------------------------------------------------------------- |
| December 30         | United Cup Perth/Sydney, Ausztrália United Cup Kemény – $5,125,000 – 18 csapat                                         | Amerikai Egyesült Államok 2–0                       | Lengyelország                        | Kazahsztán Csehország                  | Németország Nagy-Britannia Kína Olaszország                             |
| December 30         | Brisbane International Brisbane, Ausztrália WTA 500 Kemény – $1,520,600 – 48S/24Q/24D                                  | Arina Szabalenka 4–6, 6–3, 6–2                      | Polina Kugyermetova                  | Mirra Andrejeva Anhelina Kalinyina     | Marie Bouzková Unsz Dzsábir Ashlyn Krueger Kimberly Birrell             |
| December 30         | Brisbane International Brisbane, Ausztrália WTA 500 Kemény – $1,520,600 – 48S/24Q/24D                                  | Mirra Andrejeva Gyiana Snajgyer 7–6(6), 7–5         | Priscilla Hon Anna Kalinszkaja       | Mirra Andrejeva Anhelina Kalinyina     | Marie Bouzková Unsz Dzsábir Ashlyn Krueger Kimberly Birrell             |
| December 30         | ASB Classic Auckland, Új-Zéland WTA 250 Kemény – $275,094 – 32S/24Q/16D                                                | Clara Tauson 4–6, 0–0, feladta                      | Ószaka Naomi                         | Robin Montgomery Alycia Parks          | Madison Keys Bernarda Pera Katie Volynets Hailey Baptiste               |
| December 30         | ASB Classic Auckland, Új-Zéland WTA 250 Kemény – $275,094 – 32S/24Q/16D                                                | Csiang Hszin-jü Wu Fang-hsien 6–3, 6–4              | Aleksandra Krunić Sabrina Santamaria | Robin Montgomery Alycia Parks          | Madison Keys Bernarda Pera Katie Volynets Hailey Baptiste               |
| Január 6            | Adelaide International Adelaide, Ausztrália WTA 500 Kemény – $1,064,510 – 30S/24Q/16D                                  | Madison Keys 6–3, 4–6, 6–1                          | Jessica Pegula                       | Julija Putyinceva Ljudmila Szamszonova | Ashlyn Krueger Gyiana Snajgyer Darja Kaszatkina Emma Navarro            |
| Január 6            | Adelaide International Adelaide, Ausztrália WTA 500 Kemény – $1,064,510 – 30S/24Q/16D                                  | Kuo Han-jü Alekszandra Panova 7–5, 6–4              | Beatriz Haddad Maia Laura Siegemund  | Julija Putyinceva Ljudmila Szamszonova | Ashlyn Krueger Gyiana Snajgyer Darja Kaszatkina Emma Navarro            |
| Január 6            | Hobart International Hobart, Ausztrália WTA 250 Kemény – $275,094 – 32S/16Q/16D                                        | McCartney Kessler 6–4, 3–6, 6–0                     | Elise Mertens                        | Elina Avaneszjan Maya Joint            | Dajana Jasztremszka Amanda Anisimova Sofia Kenin Veronyika Kugyermetova |
| Január 6            | Hobart International Hobart, Ausztrália WTA 250 Kemény – $275,094 – 32S/16Q/16D                                        | Csiang Hszin-jü Wu Fang-hsien 6–1, 7–6(6)           | Monica Niculescu Stollár Fanny       | Elina Avaneszjan Maya Joint            | Dajana Jasztremszka Amanda Anisimova Sofia Kenin Veronyika Kugyermetova |
| Január 13 Január 20 | Australian Open Melbourne, Ausztrália Grand Slam Kemény – A$43,250,000 128S/128Q/64D/32X Egyéni - Páros - Vegyes páros | Madison Keys 6–3, 2–6, 7–5                          | Arina Szabalenka                     | Paula Badosa Iga Świątek               | Anasztaszija Pavljucsenkova Cori Gauff Elina Szvitolina Emma Navarro    |
| Január 13 Január 20 | Australian Open Melbourne, Ausztrália Grand Slam Kemény – A$43,250,000 128S/128Q/64D/32X Egyéni - Páros - Vegyes páros | Kateřina Siniaková Taylor Townsend 6–2, 6–7(4), 6–3 | Hszie Su-vej Jeļena Ostapenko        | Paula Badosa Iga Świątek               | Anasztaszija Pavljucsenkova Cori Gauff Elina Szvitolina Emma Navarro    |
| Január 13 Január 20 | Australian Open Melbourne, Ausztrália Grand Slam Kemény – A$43,250,000 128S/128Q/64D/32X Egyéni - Páros - Vegyes páros | Olivia Gadecki John Peers 3–6, 6–4, [10–6]          | Kimberly Birrell John-Patrick Smith  | Paula Badosa Iga Świątek               | Anasztaszija Pavljucsenkova Cori Gauff Elina Szvitolina Emma Navarro    |
| Január 27           | Linz Open Linz, Ausztria WTA 500 Kemény (f) – $1,064,510 – 28S/24Q/16D                                                 | Jekatyerina Alekszandrova 6–2, 3–6, 7–5             | Dajana Jasztremszka                  | Karolína Muchová Clara Tauson          | Anasztaszija Potapova Petra Martić María Szákari Anna Blinkova          |
| Január 27           | Linz Open Linz, Ausztria WTA 500 Kemény (f) – $1,064,510 – 28S/24Q/16D                                                 | Babos Tímea Luisa Stefani 3–6, 7–5, [10–4]          | Ljudmila Kicsenok Nagyija Kicsenok   | Karolína Muchová Clara Tauson          | Anasztaszija Potapova Petra Martić María Szákari Anna Blinkova          |
| Január 27           | Singapore Open Szingapúr WTA 250 Kemény (f) – $275,094 – 32S/16Q/16D                                                   | Elise Mertens 6–1, 6–4                              | Ann Li                               | Anna Kalinszkaja Vang Hszin-jü         | Mananchaya Sawangkaew Kimberly Birrell Jil Teichmann Camila Osorio      |
| Január 27           | Singapore Open Szingapúr WTA 250 Kemény (f) – $275,094 – 32S/16Q/16D                                                   | Desirae Krawczyk Giuliana Olmos 7–5, 6–0            | Vang Hszin-jü Cseng Szaj-szaj        | Anna Kalinszkaja Vang Hszin-jü         | Mananchaya Sawangkaew Kimberly Birrell Jil Teichmann Camila Osorio      |

### Február
| Kezdés napja | Torna                                                                                                | Győztesek                                      | Döntősök                              | Elődöntősök                                 | Negyeddöntősök                                                         |
| ------------ | --- | ---------------------------------------------- | ------------------------------------- | ------------------------------------------- | ---------------------------------------------------------------------- |
| Február 3    | Abu Dhabi Open Abu-Dzabi, Egyesült Arab Emírségek WTA 500 Kemény – $1,064,510 – 28S/24Q/16D          | Belinda Bencic 4–6, 6–1, 6–1                   | Ashlyn Krueger                        | Jelena Ribakina Linda Nosková               | Unsz Dzsábir Markéta Vondroušová Leylah Fernandez Magda Linette        |
| Február 3    | Abu Dhabi Open Abu-Dzabi, Egyesült Arab Emírségek WTA 500 Kemény – $1,064,510 – 28S/24Q/16D          | Jeļena Ostapenko Ellen Perez 6–2, 6–1          | Kristina Mladenovic Csang Suaj        | Jelena Ribakina Linda Nosková               | Unsz Dzsábir Markéta Vondroušová Leylah Fernandez Magda Linette        |
| Február 3    | Transylvania Open Kolozsvár, Románia WTA 250 Kemény (f) – $275,094 – 32S/16Q/16D                     | Anasztaszija Potapova 4–6, 6–1, 6–2            | Lucia Bronzetti                       | Aljakszandra Szasznovics Kateřina Siniaková | Ella Seidel Anhelina Kalinyina Elisabetta Cocciaretto Viktorija Tomova |
| Február 3    | Transylvania Open Kolozsvár, Románia WTA 250 Kemény (f) – $275,094 – 32S/16Q/16D                     | Magali Kempen Anna Sisková 6–3, 6–1            | Jaqueline Cristian Angelica Moratelli | Aljakszandra Szasznovics Kateřina Siniaková | Ella Seidel Anhelina Kalinyina Elisabetta Cocciaretto Viktorija Tomova |
| Február 10   | Qatar Open Doha, Katar WTA 1000 Kemény – $3,654,963 – 56S/32Q/16D                                    | Amanda Anisimova 6–4, 6–3                      | Jeļena Ostapenko                      | Jekatyerina Alekszandrova Iga Świątek       | Jessica Pegula Marta Kosztyuk Unsz Dzsábir Jelena Ribakina             |
| Február 10   | Qatar Open Doha, Katar WTA 1000 Kemény – $3,654,963 – 56S/32Q/16D                                    | Sara Errani Jasmine Paolini 7–5, 7–6(10)       | Csiang Hszin-jü Vu Fang-hszien        | Jekatyerina Alekszandrova Iga Świątek       | Jessica Pegula Marta Kosztyuk Unsz Dzsábir Jelena Ribakina             |
| Február 17   | Dubai Tennis Championships Dubaj, Egyesült Arab Emírségek WTA 1000 Kemény – $3,654,963 – 56S/32Q/16D | Mirra Andrejeva 7–6(1), 6–1                    | Clara Tauson                          | Karolína Muchová Jelena Ribakina            | Linda Nosková Sorana Cîrstea Sofia Kenin Iga Świątek                   |
| Február 17   | Dubai Tennis Championships Dubaj, Egyesült Arab Emírségek WTA 1000 Kemény – $3,654,963 – 56S/32Q/16D | Kateřina Siniaková Taylor Townsend 7–6(5), 6–4 | Hszie Su-vej Jeļena Ostapenko         | Karolína Muchová Jelena Ribakina            | Linda Nosková Sorana Cîrstea Sofia Kenin Iga Świątek                   |
| Február 24   | Mérida Open Mérida, Mexikó WTA 500 Kemény – $1,064,510 – 28S/24Q/16D                                 | Emma Navarro 6–0, 6–0                          | Emiliana Arango                       | Elina Avaneszjan Daria Saville              | Zeynep Sönmez Maya Joint Rebecca Šramková Paula Badosa                 |
| Február 24   | Mérida Open Mérida, Mexikó WTA 500 Kemény – $1,064,510 – 28S/24Q/16D                                 | Katarzyna Piter Mayar Sherif 7–6(2), 7–5       | Anna Danilina Irina Hromacsova        | Elina Avaneszjan Daria Saville              | Zeynep Sönmez Maya Joint Rebecca Šramková Paula Badosa                 |
| Február 24   | ATX Open Austin, Amerikai Egyesült Államok WTA 250 Kemény – $275,094 – 32S/16Q/16D                   | Jessica Pegula 7–5, 6–2                        | McCartney Kessler                     | Ajla Tomljanović Greet Minnen               | Anna Blinkova Sibahara Ena Caroline Dolehide Sorana Cîrstea            |
| Február 24   | ATX Open Austin, Amerikai Egyesült Államok WTA 250 Kemény – $275,094 – 32S/16Q/16D                   | Anna Blinkova Jüan Jüe 3–6, 6–1, [10–4]        | McCartney Kessler Csang Suaj          | Ajla Tomljanović Greet Minnen               | Anna Blinkova Sibahara Ena Caroline Dolehide Sorana Cîrstea            |

### Március
| Kezdés napja          | Torna                                                                                        | Győztesek                                           | Döntősök                           | Elődöntősök                                | Negyeddöntősök                                                      |
| --------------------- | -------------------------------------------------------------------------------------------- | --------------------------------------------------- | ---------------------------------- | ------------------------------------------ | ------------------------------------------------------------------- |
| Március 3 Március 10  | Indian Wells Open Indian Wells, Amerikai Egyesült Államok WTA 1000 Kemény – $ – 96S/48Q/32D  | Mirra Andrejeva 2–6, 6–4, 6–3                       | Arina Szabalenka                   | Madison Keys Iga Świątek                   | Ljudmila Szamszonova Belinda Bencic Elina Szvitolina Cseng Csin-ven |
| Március 3 Március 10  | Indian Wells Open Indian Wells, Amerikai Egyesült Államok WTA 1000 Kemény – $ – 96S/48Q/32D  | Asia Muhammad Demi Schuurs 6–2, 7–6(4)              | Tereza Mihalíková Olivia Nicholls  | Madison Keys Iga Świątek                   | Ljudmila Szamszonova Belinda Bencic Elina Szvitolina Cseng Csin-ven |
| Március 3 Március 10  | Indian Wells Open Indian Wells, Amerikai Egyesült Államok WTA 1000 Kemény – $ – 96S/48Q/32D  | Sara Errani Andrea Vavassori 6–7(3–7), 6–3, [10–8]  | Bethanie Mattek-Sands Mate Pavić   | Madison Keys Iga Świątek                   | Ljudmila Szamszonova Belinda Bencic Elina Szvitolina Cseng Csin-ven |
| Március 17 Március 24 | Miami Open Miami Gardens, Amerikai Egyesült Államok WTA 1000 Kemény – $ – 96S/48Q/32D        | Arina Szabalenka 7–5, 6–2                           | Jessica Pegula                     | Jasmine Paolini Alexandra Eala             | Cseng Csin-ven Magda Linette Emma Raducanu Iga Świątek              |
| Március 17 Március 24 | Miami Open Miami Gardens, Amerikai Egyesült Államok WTA 1000 Kemény – $ – 96S/48Q/32D        | Mirra Andrejeva Gyiana Snajgyer 6–3, 6–7(5), [10–2] | Cristina Bucșa Kato Miju           | Jasmine Paolini Alexandra Eala             | Cseng Csin-ven Magda Linette Emma Raducanu Iga Świątek              |
| Március 31            | Charleston Open Charleston, Amerikai Egyesült Államok WTA 500 Salak (zöld) – $ – 48S/24Q/16D | Jessica Pegula 6–3, 7–5                             | Sofia Kenin                        | Jekatyerina Alekszandrova Amanda Anisimova | Danielle Collins Cseng Csin-ven Emma Navarro Anna Kalinszkaja       |
| Március 31            | Charleston Open Charleston, Amerikai Egyesült Államok WTA 500 Salak (zöld) – $ – 48S/24Q/16D | Jeļena Ostapenko Erin Routliffe 6–4, 6–2            | Caroline Dolehide Desirae Krawczyk | Jekatyerina Alekszandrova Amanda Anisimova | Danielle Collins Cseng Csin-ven Emma Navarro Anna Kalinszkaja       |
| Március 31            | Copa Colsanitas Bogotá, Kolumbia WTA 250 Salak – $ – 32S/16Q/16D                             | Camila Osorio 6–3, 6–3                              | Katarzyna Kawa                     | Julieta Pareja Julia Riera                 | Marie Bouzková Léolia Jeanjean Lea Bošković Tatjana Maria           |
| Március 31            | Copa Colsanitas Bogotá, Kolumbia WTA 250 Salak – $ – 32S/16Q/16D                             | Cristina Bucșa Sara Sorribes Tormo 5–7, 6–2, [10–5] | Irina Bara Laura Pigossi           | Julieta Pareja Julia Riera                 | Marie Bouzková Léolia Jeanjean Lea Bošković Tatjana Maria           |

### Április
| Kezdés napja          | Torna                                                                       | Győztesek | Döntősök | Elődöntősök                               | Negyeddöntősök                                                                             |
| --------------------- | --------------------------------------------------------------------------- | --- | --- | ----------------------------------------- | ------------------------------------------------------------------------------------------ |
| Április 7             | Billie Jean King-kupa világdöntőre kvalifikáció                             | Kvalifikációs kör győztesei · Japán · Spanyolország · Amerikai Egyesült Államok · Kazahsztán · Ukrajna · Egyesült Királyság | Kvalifikációs kör vesztesei · Kanada · Románia · Csehország · Brazília · Szlovákia · Dánia · Ausztrália · Kolumbia · Lengyelország · Svájc · Hollandia · Németország |                                           |                                                                                            |
| Április 14            | Stuttgart Open Stuttgart, Németország WTA 500 Salak (f) – € – 28S/16Q/16D   | Jeļena Ostapenko 6–4, 6–1                                                                                                   | Arina Szabalenka | Jasmine Paolini Jekatyerina Alekszandrova | Elise Mertens Cori Gauff Jessica Pegula Iga Świątek                                        |
| Április 14            | Stuttgart Open Stuttgart, Németország WTA 500 Salak (f) – € – 28S/16Q/16D   | Gabriela Dabrowski Erin Routliffe 6–3, 6–3                                                                                  | Jekatyerina Alekszandrova Csang Suaj | Jasmine Paolini Jekatyerina Alekszandrova | Elise Mertens Cori Gauff Jessica Pegula Iga Świątek                                        |
| Április 14            | Open de Rouen Rouen, Franciaország WTA 250 Salak (f) – € – 32S/16Q/16D      | Elina Szvitolina 6–4, 7–6(8)                                                                                                | Olga Danilović | Elena-Gabriela Ruse Suzan Lamens          | Jéssica Bouzas Maneiro Jessika Ponchet Ucsijima Mojuka Tiantsoa Sarah Rakotomanga Rajaonah |
| Április 14            | Open de Rouen Rouen, Franciaország WTA 250 Salak (f) – € – 32S/16Q/16D      | Aleksandra Krunić Sabrina Santamaria 6–0, 6–4                                                                               | Irina Hromacsova Linda Nosková | Elena-Gabriela Ruse Suzan Lamens          | Jéssica Bouzas Maneiro Jessika Ponchet Ucsijima Mojuka Tiantsoa Sarah Rakotomanga Rajaonah |
| Április 21 Április 28 | Madrid Open Madrid, Spanyolország WTA 1000 Salak – €7,854,000 – 96S/48Q/32D | Arina Szabalenka 6–3, 7–6(3)                                                                                                | Cori Gauff | Elina Szvitolina Iga Świątek              | Marta Kosztyuk Ucsijima Mojuka Mirra Andrejeva Madison Keys                                |
| Április 21 Április 28 | Madrid Open Madrid, Spanyolország WTA 1000 Salak – €7,854,000 – 96S/48Q/32D | Sorana Cîrstea Anna Kalinszkaja 6–7(10), 6–2, [12–10]                                                                       | Veronyika Kugyermetova Elise Mertens | Elina Szvitolina Iga Świątek              | Marta Kosztyuk Ucsijima Mojuka Mirra Andrejeva Madison Keys                                |

### Május
| Kezdés napja      | Torna                                                                                                 | Győztesek                                     | Döntősök                             | Elődöntősök                          | Negyeddöntősök                                                    |
| ----------------- | --- | --------------------------------------------- | ------------------------------------ | ------------------------------------ | ----------------------------------------------------------------- |
| Május 5 Május 12  | Italian Open Róma, Olaszország WTA 1000 Salak – € – 96S/48Q/32D                                       | Jasmine Paolini 6–4, 6–2                      | Cori Gauff                           | Cseng Csin-ven Peyton Stearns        | Arina Szabalenka Mirra Andrejeva Gyiana Snajgyer Elina Szvitolina |
| Május 5 Május 12  | Italian Open Róma, Olaszország WTA 1000 Salak – € – 96S/48Q/32D                                       | Sara Errani Jasmine Paolini 6–4, 7–5          | Veronyika Kugyermetova Elise Mertens | Cseng Csin-ven Peyton Stearns        | Arina Szabalenka Mirra Andrejeva Gyiana Snajgyer Elina Szvitolina |
| Május 19          | Internationaux de Strasbourg Strasbourg, Franciaország WTA 500 Salak – $ – 28S/16Q/16D                | Jelena Ribakina 6–1, 6–7(2), 6–1              | Ljudmila Szamszonova                 | Danielle Collins Beatriz Haddad Maia | Anna Kalinszkaja Paula Badosa Magda Linette Emma Navarro          |
| Május 19          | Internationaux de Strasbourg Strasbourg, Franciaország WTA 500 Salak – $ – 28S/16Q/16D                | Babos Tímea Luisa Stefani 6–3, 6–7(3), [10–7] | Kuo Han-jü Nicole Melichar-Martinez  | Danielle Collins Beatriz Haddad Maia | Anna Kalinszkaja Paula Badosa Magda Linette Emma Navarro          |
| Május 19          | Morocco Open Rabat, Marokkó WTA 250 Salak – $ – 32S/24Q/16D                                           | Maya Joint 6–3, 6–2                           | Jaqueline Cristian                   | Ajla Tomljanović Camila Osorio       | Jéssica Bouzas Maneiro Ann Li Anastasija Sevastova Maria Mateas   |
| Május 19          | Morocco Open Rabat, Marokkó WTA 250 Salak – $ – 32S/24Q/16D                                           | Maya Joint Okszana Kalasnikova 6–3, 7–5       | Angelica Moratelli Camilla Rosatello | Ajla Tomljanović Camila Osorio       | Jéssica Bouzas Maneiro Ann Li Anastasija Sevastova Maria Mateas   |
| Május 26 Június 2 | Roland Garros Párizs, Franciaország Grand Slam Salak – € – 128S/64D/32X Egyéni – Páros – Vegyes páros | Cori Gauff 6–7(5), 6–2, 6–4                   | Arina Szabalenka                     | Iga Świątek Loïs Boisson             | Cseng Csin-ven Elina Szvitolina Mirra Andrejeva Madison Keys      |
| Május 26 Június 2 | Roland Garros Párizs, Franciaország Grand Slam Salak – € – 128S/64D/32X Egyéni – Páros – Vegyes páros | Sara Errani Jasmine Paolini 6–4, 2–6, 6–1     | Anna Danilina Aleksandra Krunić      | Iga Świątek Loïs Boisson             | Cseng Csin-ven Elina Szvitolina Mirra Andrejeva Madison Keys      |
| Május 26 Június 2 | Roland Garros Párizs, Franciaország Grand Slam Salak – € – 128S/64D/32X Egyéni – Páros – Vegyes páros | Sara Errani Andrea Vavassori 6–4, 6–2         | Taylor Townsend Evan King            | Iga Świątek Loïs Boisson             | Cseng Csin-ven Elina Szvitolina Mirra Andrejeva Madison Keys      |

### Június
| Kezdés napja       | Torna | Győztesek                                          | Döntősök                                      | Elődöntősök                                      | Negyeddöntősök                                                                   |
| ------------------ | --- | -------------------------------------------------- | --------------------------------------------- | ------------------------------------------------ | -------------------------------------------------------------------------------- |
| Június 9           | Queen’s Club Championships London, Egyesült Királyság WTA 500 Fű – $ – 28S/24Q/16D                            | Tatjana Maria 6–3, 6–4                             | Amanda Anisimova                              | Cseng Csin-ven Madison Keys                      | Emma Raducanu Emma Navarro Jelena Ribakina Gyiana Snajgyer                       |
| Június 9           | Queen’s Club Championships London, Egyesült Királyság WTA 500 Fű – $ – 28S/24Q/16D                            | Asia Muhammad Demi Schuurs 7–5, 6–7(3), [10–4]     | Anna Danilina Gyiana Snajgyer                 | Cseng Csin-ven Madison Keys                      | Emma Raducanu Emma Navarro Jelena Ribakina Gyiana Snajgyer                       |
| Június 9           | Libema Open Rosmalen, Hollandia WTA 250 Fű – $ – 32S/24Q/16D                                                  | Elise Mertens 6–3, 7–6(4)                          | Elena-Gabriela Ruse                           | Elisabetta Cocciaretto Jekatyerina Alekszandrova | Bianca Andreescu Suzan Lamens Jüan Jüe Veronyika Kugyermetova                    |
| Június 9           | Libema Open Rosmalen, Hollandia WTA 250 Fű – $ – 32S/24Q/16D                                                  | Irina Hromacsova Stollár Fanny 7–5, 6–3            | Nicole Melichar-Martinez Ljudmila Szamszonova | Elisabetta Cocciaretto Jekatyerina Alekszandrova | Bianca Andreescu Suzan Lamens Jüan Jüe Veronyika Kugyermetova                    |
| Június 16          | German Open Berlin, Németország WTA 500 Fű – $ – 28S/24Q/16D                                                  | Markéta Vondroušová 7–6(10), 4–6, 6–2              | Vang Hszin-jü                                 | Arina Szabalenka Ljudmila Szamszonova            | Jelena Ribakina Unsz Dzsábir Amanda Anisimova Paula Badosa                       |
| Június 16          | German Open Berlin, Németország WTA 500 Fű – $ – 28S/24Q/16D                                                  | Tereza Mihalíková Olivia Nicholls 4−6, 6−2, [10−6] | Sara Errani Jasmine Paolini                   | Arina Szabalenka Ljudmila Szamszonova            | Jelena Ribakina Unsz Dzsábir Amanda Anisimova Paula Badosa                       |
| Június 16          | Nottingham Open Nottingham, Egyesült Királyság WTA 250 Fű – $ – 32S/24Q/16D                                   | McCartney Kessler 6–4, 7–5                         | Dajana Jasztremszka                           | Rebecca Šramková Magda Linette                   | Katie Boulter Linda Nosková Leylah Fernandez Clara Tauson                        |
| Június 16          | Nottingham Open Nottingham, Egyesült Királyság WTA 250 Fű – $ – 32S/24Q/16D                                   | Beatriz Haddad Maia Laura Siegemund 6–3, 6–2       | Anna Danilina Sibahara Ena                    | Rebecca Šramková Magda Linette                   | Katie Boulter Linda Nosková Leylah Fernandez Clara Tauson                        |
| Június 23          | Bad Homburg Open Bad Homburg, Németország WTA 500 Fű – $ – 32S/8Q/16D                                         | Jessica Pegula 6–4, 7–5                            | Iga Świątek                                   | Linda Nosková Jasmine Paolini                    | Emma Navarro Mirra Andrejeva Jekatyerina Alekszandrova Beatriz Haddad Maia       |
| Június 23          | Bad Homburg Open Bad Homburg, Németország WTA 500 Fű – $ – 32S/8Q/16D                                         | Kuo Han-jü Alekszandra Panova 4–6, 7–6(4), [10–5]  | Ljudmila Kicsenok Ellen Perez                 | Linda Nosková Jasmine Paolini                    | Emma Navarro Mirra Andrejeva Jekatyerina Alekszandrova Beatriz Haddad Maia       |
| Június 23          | Eastbourne International Eastbourne, Egyesült Királyság WTA 250 Fű – $ – 32S/24Q/16D                          | Maya Joint 6–4, 1–6, 7–6(10)                       | Alexandra Eala                                | Anasztaszija Pavljucsenkova Varvara Gracsova     | Anna Blinkova Kamilla Rahimova Dajana Jasztremszka Barbora Krejčíková            |
| Június 23          | Eastbourne International Eastbourne, Egyesült Királyság WTA 250 Fű – $ – 32S/24Q/16D                          | Marie Bouzková Anna Danilina 6–4, 7–5              | Hszie Su-vej Maya Joint                       | Anasztaszija Pavljucsenkova Varvara Gracsova     | Anna Blinkova Kamilla Rahimova Dajana Jasztremszka Barbora Krejčíková            |
| Június 30 Július 7 | Wimbledon London, Egyesült Királyság Grand Slam Fű – 25 161 500$ – 128S/64D/32X Egyéni - Páros - Vegyes páros | Iga Świątek 6–0, 6–0                               | Amanda Anisimova                              | Arina Szabalenka Belinda Bencic                  | Laura Siegemund Anasztaszija Pavljucsenkova Mirra Andrejeva Ljudmila Szamszonova |
| Június 30 Július 7 | Wimbledon London, Egyesült Királyság Grand Slam Fű – 25 161 500$ – 128S/64D/32X Egyéni - Páros - Vegyes páros | Veronyika Kugyermetova Elise Mertens 3–6, 6–2, 6–4 | Hszie Su-vej Jeļena Ostapenko                 | Arina Szabalenka Belinda Bencic                  | Laura Siegemund Anasztaszija Pavljucsenkova Mirra Andrejeva Ljudmila Szamszonova |
| Június 30 Július 7 | Wimbledon London, Egyesült Királyság Grand Slam Fű – 25 161 500$ – 128S/64D/32X Egyéni - Páros - Vegyes páros | Sem Verbeek Kateřina Siniaková 7–6(3), 7–6(3)      | Joe Salisbury Luisa Stefani                   | Arina Szabalenka Belinda Bencic                  | Laura Siegemund Anasztaszija Pavljucsenkova Mirra Andrejeva Ljudmila Szamszonova |

### Július
| Kezdés napja | Torna                                                                                        | Győztesek                                         | Döntősök                           | Elődöntősök                                           | Negyeddöntősök                                                             |
| ------------ | -------------------------------------------------------------------------------------------- | ------------------------------------------------- | ---------------------------------- | ----------------------------------------------------- | -------------------------------------------------------------------------- |
| Jul 14       | Hopman-kupa Bari, Olaszország ITF Vegyes csapatok bajnoksága Kemény – 6 csapat (Körmérkőzés) | Kanada · 2–1                                      | Olaszország                        | Körmétkőzés (A csoport) · Németország · Spanyolország | Körmérkőzés (B csoport) · Horvátország · Franciaország                     |
| Jul 14       | Iași Open Jászvásár, Románia WTA 250 Salak – $ – 32S/24Q/16D                                 | Irina-Camelia Begu 6–0, 7–5                       | Jil Teichmann                      | Sorana Cîrstea Jaqueline Cristian                     | María Lourdes Carlé Simona Waltert Anna Sisková Udvardy Panna              |
| Jul 14       | Iași Open Jászvásár, Románia WTA 250 Salak – $ – 32S/24Q/16D                                 | Veronika Erjavec Udvardy Panna 7–5, 6–3           | María Lourdes Carlé Simona Waltert | Sorana Cîrstea Jaqueline Cristian                     | María Lourdes Carlé Simona Waltert Anna Sisková Udvardy Panna              |
| Jul 14       | Hamburg European Open Hamburg, Németország WTA 250 Salak – $ – 32S/24Q/16D                   | Loïs Boisson 7–5, 6–3                             | Bondár Anna                        | Kaja Juvan Dajana Jasztremszka                        | Jekatyerina Alekszandrova Leyre Romero Gormaz Viktorija Tomova Gálfi Dalma |
| Jul 14       | Hamburg European Open Hamburg, Németország WTA 250 Salak – $ – 32S/24Q/16D                   | Nagyija Kicsenok Ninomija Makoto 6–4, 3–6, [11–9] | Bondár Anna Arantxa Rus            | Kaja Juvan Dajana Jasztremszka                        | Jekatyerina Alekszandrova Leyre Romero Gormaz Viktorija Tomova Gálfi Dalma |
| Július 21    | Washington Open Washington, Amerikai Egyesült Államok WTA 500 Kemény – $ – 28S/24Q/16D       | Leylah Fernandez 6–1, 6–2                         | Anna Kalinszkaja                   | Jelena Ribakina Emma Raducanu                         | Taylor Townsend Magdalena Fręch Clara Tauson María Szákari                 |
| Július 21    | Washington Open Washington, Amerikai Egyesült Államok WTA 500 Kemény – $ – 28S/24Q/16D       | Taylor Townsend Csang Suaj 6–1, 6–1               | Caroline Dolehide Sofia Kenin      | Jelena Ribakina Emma Raducanu                         | Taylor Townsend Magdalena Fręch Clara Tauson María Szákari                 |
| Július 21    | Prague Open Prága, Csehország WTA 250 Kemény – $ – 32S/24Q/16D                               | Marie Bouzková 2–6, 6–1, 6–3                      | Linda Nosková                      | Vang Hszin-hü Tereza Valentová                        | Kateřina Siniaková Sára Bejlek Ann Li Jessika Ponchet                      |
| Július 21    | Prague Open Prága, Csehország WTA 250 Kemény – $ – 32S/24Q/16D                               | Nagyija Kicsenok Ninomija Makoto 1–6, 6–4, [10–7] | Lucie Havlíčková Laura Samson      | Vang Hszin-hü Tereza Valentová                        | Kateřina Siniaková Sára Bejlek Ann Li Jessika Ponchet                      |
| Július 28    | Canadian Open Montréal, Kanada WTA 1000 Kemény – $ – 96S/48Q/32D                             | Victoria Mboko 2–6, 6–4, 6–1                      | Ószaka Naomi                       | Jelena Ribakina Clara Tauson                          | Jéssica Bouzas Maneiro Marta Kosztyuk Elina Szvitolina Madison Keys        |
| Július 28    | Canadian Open Montréal, Kanada WTA 1000 Kemény – $ – 96S/48Q/32D                             | Cori Gauff McCartney Kessler 6–4, 1–6, [13–11]    | Taylor Townsend Csang Suaj         | Jelena Ribakina Clara Tauson                          | Jéssica Bouzas Maneiro Marta Kosztyuk Elina Szvitolina Madison Keys        |

### Augusztus
| Kezdés napja             | Torna | Győztesek                                  | Döntősök                      | Elődöntősök                            | Negyeddöntősök                                                |
| ------------------------ | --- | ------------------------------------------ | ----------------------------- | -------------------------------------- | ------------------------------------------------------------- |
| Augusztus 4 Augusztus 11 | Cincinnati Open Mason, Amerikai Egyesült Államok WTA 1000 Kemény – $ – 96S/48Q/32D                             | Iga Świątek 7–5, 6–4                       | Jasmine Paolini               | Jelena Ribakina Veronyika Kugyermetova | Arina Szabalenka Anna Kalinszkaja Varvara Gracsova Cori Gauff |
| Augusztus 4 Augusztus 11 | Cincinnati Open Mason, Amerikai Egyesült Államok WTA 1000 Kemény – $ – 96S/48Q/32D                             | Gabriela Dabrowski Erin Routliffe 6–4, 6–3 | Kuo Han-jü Alekszandra Panova | Jelena Ribakina Veronyika Kugyermetova | Arina Szabalenka Anna Kalinszkaja Varvara Gracsova Cori Gauff |
| Augusztus 18             | Monterrey Open Monterrey, Mexikó WTA 500 Kemény – $ – 28S/24Q/16D                                              | vs.                                        | vs.                           |                                        |                                                               |
| Augusztus 18             | Monterrey Open Monterrey, Mexikó WTA 500 Kemény – $ – 28S/24Q/16D                                              | / vs. /                                    |                               |                                        |                                                               |
| Augusztus 18             | Tennis in the Land, Cleveland, Amerikai Egyesült Államok WTA 250 Kemény – $ – 32S/24Q/16D                      | vs.                                        | vs.                           |                                        |                                                               |
| Augusztus 18             | Tennis in the Land, Cleveland, Amerikai Egyesült Államok WTA 250 Kemény – $ – 32S/24Q/16D                      | / vs. /                                    |                               |                                        |                                                               |
| Augusztus 25 Szept 1     | US Open New York, Amerikai Egyesült Államok Grand Slam Kemény – $ – 128S/64D/32X Egyéni - Páros - Vegyes páros | vs.                                        | vs.                           |                                        |                                                               |
| Augusztus 25 Szept 1     | US Open New York, Amerikai Egyesült Államok Grand Slam Kemény – $ – 128S/64D/32X Egyéni - Páros - Vegyes páros | / vs. /                                    |                               |                                        |                                                               |

### Szeptember
| Kezdés napja                | Torna                                                                 | Győztesek | Döntősök | Elődöntősök | Negyeddöntősök |
| --------------------------- | --------------------------------------------------------------------- | --------- | -------- | ----------- | -------------- |
| Szeptember 8                | Guadalajara Open Guadalajara, Mexikó WTA 500 Kemény – $ – 28S/24Q/16D | vs.       | vs.      |             |                |
| Szeptember 8                | Guadalajara Open Guadalajara, Mexikó WTA 500 Kemény – $ – 28S/24Q/16D | / vs. /   |          |             |                |
| Szeptember 8                | Jasmin Open Monasztir, Tunézia WTA 250 Kemény – $ – 32S/24Q/16D       | vs.       | vs.      |             |                |
| Szeptember 8                | Jasmin Open Monasztir, Tunézia WTA 250 Kemény – $ – 32S/24Q/16D       | / vs. /   |          |             |                |
| Szeptember 15               | Korea Open Szöul, Dél-Korea WTA 500 Kemény – $ – 28S/24Q/16D          | vs.       | vs.      |             |                |
| Szeptember 15               | Korea Open Szöul, Dél-Korea WTA 500 Kemény – $ – 28S/24Q/16D          | / vs. /   |          |             |                |
| Szeptember 22 Szeptember 29 | China Open Peking, Kína WTA 1000 Kemény – $ – 96S/48Q/32D             | vs.       | vs.      |             |                |
| Szeptember 22 Szeptember 29 | China Open Peking, Kína WTA 1000 Kemény – $ – 96S/48Q/32D             | / vs. /   |          |             |                |

### Október
| Kezdés napja | Torna                                                          | Győztesek | Döntősök | Elődöntősök | Negyeddöntősök |
| ------------ | -------------------------------------------------------------- | --------- | -------- | ----------- | -------------- |
| Október 6    | Wuhan Open Vuhan, Kína WTA 1000 Kemény – $ – 56S/24Q/28D       | vs.       | vs.      |             |                |
| Október 6    | Wuhan Open Vuhan, Kína WTA 1000 Kemény – $ – 56S/24Q/28D       | / vs. /   |          |             |                |
| Október 13   | Ningbo Open Ningpo, Kína WTA 500 Kemény – $ – 28S/24Q/16D      | vs.       | vs.      |             |                |
| Október 13   | Ningbo Open Ningpo, Kína WTA 500 Kemény – $ – 28S/24Q/16D      | / vs. /   |          |             |                |
| Október 13   | Japan Open Oszaka, Japán WTA 250 Kemény – $ – 32S/24Q/16D      | vs.       | vs.      |             |                |
| Október 13   | Japan Open Oszaka, Japán WTA 250 Kemény – $ – 32S/24Q/16D      | / vs. /   |          |             |                |
| Október 20   | Pan Pacific Open Tokió, Japán WTA 500 Kemény – $ – 28S/24Q/16D | vs.       | vs.      |             |                |
| Október 20   | Pan Pacific Open Tokió, Japán WTA 500 Kemény – $ – 28S/24Q/16D | / vs. /   |          |             |                |
| Október 20   | Guangzhou Open Kanton, Kína WTA 250 Kemény – $ – 32S/24Q/16D   | vs.       | vs.      |             |                |
| Október 20   | Guangzhou Open Kanton, Kína WTA 250 Kemény – $ – 32S/24Q/16D   | / vs. /   |          |             |                |
| Október 27   | Jiangxi Open Csiucsiang, Kína WTA 250 Kemény – $ – 32S/24Q/16D | vs.       | vs.      |             |                |
| Október 27   | Jiangxi Open Csiucsiang, Kína WTA 250 Kemény – $ – 32S/24Q/16D | / vs. /   |          |             |                |
| Október 27   | Mérida Open Mérida, Mexikó WTA 250 Kemény – $ – 32S/24Q/16D    | vs.       | vs.      |             |                |
| Október 27   | Mérida Open Mérida, Mexikó WTA 250 Kemény – $ – 32S/24Q/16D    | / vs. /   |          |             |                |
| Október 27   | Hong Kong Open Hongkong, Kína WTA 250 Kemény – $ – 32S/24Q/16D | vs.       | vs.      |             |                |
| Október 27   | Hong Kong Open Hongkong, Kína WTA 250 Kemény – $ – 32S/24Q/16D | / vs. /   |          |             |                |

### November
| Kezdés napja | Torna                                                                        | Győztesek | Döntősök | Elődöntősök | Negyeddöntősök |
| ------------ | ---------------------------------------------------------------------------- | --------- | -------- | ----------- | -------------- |
| November 3   | WTA Finals Rijád, Szaúd-Arábia Év végi világbajnokság Kemény (f) – $ – 8S/8D | vs.       | vs.      |             |                |
| November 3   | WTA Finals Rijád, Szaúd-Arábia Év végi világbajnokság Kemény (f) – $ – 8S/8D | / vs. /   |          |             |                |
| November 10  | Billie Jean King-kupa-finálé TBD, TBD Kemény (f) – 8 csapat                  | vs.       | vs.      |             |                |

## Statisztika
Az alábbi táblázat az egyéniben (E), párosban (P) és vegyes párosban (V) elért győzelmek számát mutatja játékosonként, illetve országonként. Az oszlopokban a feltüntetett színekkel vannak elkülönítve egymástól a Grand Slam-tornák, a nyári olimpia tenisztornájának eredményei, az év végi világbajnokság (WTA Finals torna), a WTA1000 és WTA500 tornák, Valamint a WTA 250 tornák.
A játékosok/országok sorrendjét a következők határozzák meg: 1. győzelmek száma (azonos nemzetbeliek által megszerzett páros győzelem csak egyszer számít); 2. a torna rangja (a táblázat oszlopai szerinti sorrendben); 3. a versenyszám (egyéni – páros – vegyes páros); 4. ábécésorrend.
| Grand Slam tornák      |
| Nyári olimpia          |
| Év végi világbajnokság |
| WTA 1000               |
| WTA 500                |
| WTA 250                |

### Győzelmek játékosonként
| Össz | Játékos                    | Grand Slam | Grand Slam | Grand Slam | Év végi világbajnokság | Év végi világbajnokság | WTA1000 | WTA1000 | WTA500 | WTA500 | WTA250 | WTA250 | Összesen | Összesen | Összesen |
| Össz | Játékos                    | E          | P          | V          | E                      | P                      | E       | P       | E      | P      | E      | P      | E        | P        | V        |
| ---- | -------------------------- | ---------- | ---------- | ---------- | ---------------------- | ---------------------- | ------- | ------- | ------ | ------ | ------ | ------ | -------- | -------- | -------- |
| 4    | Sara Errani (ITA)          |            | ●          | ●          |                        |                        |         | ●       |        |        |        |        | 0        | 3        | 1        |
| 4    | Jasmine Paolini (ITA)      |            | ●          |            |                        |                        | ●       | ●       |        |        |        |        | 1        | 3        | 0        |
| 4    | Mirra Andrejeva            |            |            |            |                        |                        | ●       | ●       |        | ●      |        |        | 2        | 2        | 0        |
| 3    | Kateřina Siniaková (CZE)   |            | ●          | ●          |                        |                        |         | ●       |        |        |        |        | 0        | 2        | 1        |
| 3    | Taylor Townsend (USA)      |            | ●          |            |                        |                        |         | ●       |        | ●      |        |        | 0        | 3        | 0        |
| 3    | Elise Mertens (BEL)        |            | ●          |            |                        |                        |         |         |        |        | ●      |        | 2        | 1        | 0        |
| 3    | Arina Szabalenka           |            |            |            |                        |                        | ●       |         | ●      |        |        |        | 3        | 0        | 0        |
| 3    | Erin Routliffe (NZL)       |            |            |            |                        |                        |         | ●       |        | ●      |        |        | 0        | 3        | 0        |
| 3    | McCartney Kessler (USA)    |            |            |            |                        |                        |         | ●       |        |        | ●      |        | 2        | 1        | 0        |
| 3    | Jessica Pegula (USA)       |            |            |            |                        |                        |         |         | ●      |        | ●      |        | 3        | 0        | 0        |
| 3    | Jeļena Ostapenko (LAT)     |            |            |            |                        |                        |         |         | ●      | ●      |        |        | 1        | 2        | 0        |
| 3    | Maya Joint (AUS)           |            |            |            |                        |                        |         |         |        |        | ●      | ●      | 2        | 1        | 0        |
| 2    | Iga Świątek (POL)          | ●          |            |            |                        |                        | ●       |         |        |        |        |        | 2        | 0        | 0        |
| 2    | Cori Gauff (USA)           | ●          |            |            |                        |                        |         | ●       |        |        |        |        | 1        | 1        | 0        |
| 2    | Madison Keys (USA)         | ●          |            |            |                        |                        |         |         | ●      |        |        |        | 2        | 0        | 0        |
| 2    | Gabriela Dabrowski (CAN)   |            |            |            |                        |                        |         | ●       |        | ●      |        |        | 0        | 2        | 0        |
| 2    | Asia Muhammad (USA)        |            |            |            |                        |                        |         | ●       |        | ●      |        |        | 0        | 2        | 0        |
| 2    | Demi Schuurs (NED)         |            |            |            |                        |                        |         | ●       |        | ●      |        |        | 0        | 2        | 0        |
| 2    | Gyiana Snajgyer            |            |            |            |                        |                        |         | ●       |        | ●      |        |        | 0        | 2        | 0        |
| 2    | Babos Tímea (HUN)          |            |            |            |                        |                        |         |         |        | ●      |        |        | 0        | 2        | 0        |
| 2    | Kuo Han-jü (CHN)           |            |            |            |                        |                        |         |         |        | ●      |        |        | 0        | 2        | 0        |
| 2    | Alekszandra Panova         |            |            |            |                        |                        |         |         |        | ●      |        |        | 0        | 2        | 0        |
| 2    | Luisa Stefani (BRA)        |            |            |            |                        |                        |         |         |        | ●      |        |        | 0        | 2        | 0        |
| 2    | Csiang Hszin-jü (CHN)      |            |            |            |                        |                        |         |         |        |        |        | ●      | 0        | 2        | 0        |
| 2    | Nagyija Kicsenok (UKR)     |            |            |            |                        |                        |         |         |        |        |        | ●      | 0        | 2        | 0        |
| 2    | Ninomija Makoto (JPN)      |            |            |            |                        |                        |         |         |        |        |        | ●      | 0        | 2        | 0        |
| 2    | Wu Fang-hsien (TPE)        |            |            |            |                        |                        |         |         |        |        |        | ●      | 0        | 2        | 0        |
| 1    | Veronyika Kugyermetova     |            | ●          |            |                        |                        |         |         |        |        |        |        | 0        | 1        | 0        |
| 1    | Olivia Gadecki (AUS)       |            |            | ●          |                        |                        |         |         |        |        |        |        | 0        | 0        | 1        |
| 1    | Amanda Anisimova (USA)     |            |            |            |                        |                        | ●       |         |        |        |        |        | 1        | 0        | 0        |
| 1    | Victoria Mboko (CAN)       |            |            |            |                        |                        | ●       |         |        |        |        |        | 1        | 0        | 0        |
| 1    | Sorana Cîrstea (ROU)       |            |            |            |                        |                        |         | ●       |        |        |        |        | 0        | 1        | 0        |
| 1    | Anna Kalinszkaja           |            |            |            |                        |                        |         | ●       |        |        |        |        | 0        | 1        | 0        |
| 1    | Jekatyerina Aleekszandrova |            |            |            |                        |                        |         |         | ●      |        |        |        | 1        | 0        | 0        |
| 1    | Belinda Bencic (SUI)       |            |            |            |                        |                        |         |         | ●      |        |        |        | 1        | 0        | 0        |
| 1    | Leylah Fernandez (CAN)     |            |            |            |                        |                        |         |         | ●      |        |        |        | 1        | 0        | 0        |
| 1    | Tatjana Maria (GER)        |            |            |            |                        |                        |         |         | ●      |        |        |        | 1        | 0        | 0        |
| 1    | Emma Navarro (USA)         |            |            |            |                        |                        |         |         | ●      |        |        |        | 1        | 0        | 0        |
| 1    | Jelena Ribakina (KAZ)      |            |            |            |                        |                        |         |         | ●      |        |        |        | 1        | 0        | 0        |
| 1    | Markéta Vondroušová (CZE)  |            |            |            |                        |                        |         |         | ●      |        |        |        | 1        | 0        | 0        |
| 1    | Tereza Mihalíková (SVK)    |            |            |            |                        |                        |         |         |        | ●      |        |        | 0        | 1        | 0        |
| 1    | Olivia Nicholls (GBR)      |            |            |            |                        |                        |         |         |        | ●      |        |        | 0        | 1        | 0        |
| 1    | Ellen Perez (AUS)          |            |            |            |                        |                        |         |         |        | ●      |        |        | 0        | 1        | 0        |
| 1    | Katarzyna Piter (POL)      |            |            |            |                        |                        |         |         |        | ●      |        |        | 0        | 1        | 0        |
| 1    | Mayar Sherif (EGY)         |            |            |            |                        |                        |         |         |        | ●      |        |        | 0        | 1        | 0        |
| 1    | Csang Suaj (CHN)           |            |            |            |                        |                        |         |         |        | ●      |        |        | 0        | 1        | 0        |
| 1    | Irina-Camelia Begu (ROU)   |            |            |            |                        |                        |         |         |        |        | ●      |        | 1        | 0        | 0        |
| 1    | Loïs Boisson (FRA)         |            |            |            |                        |                        |         |         |        |        | ●      |        | 1        | 0        | 0        |
| 1    | Marie Bouzková (CZE)       |            |            |            |                        |                        |         |         |        |        | ●      |        | 1        | 0        | 0        |
| 1    | Camila Osorio (COL)        |            |            |            |                        |                        |         |         |        |        | ●      |        | 1        | 0        | 0        |
| 1    | Anasztaszija Potapova      |            |            |            |                        |                        |         |         |        |        | ●      |        | 1        | 0        | 0        |
| 1    | Elina Szvitolina (UKR)     |            |            |            |                        |                        |         |         |        |        | ●      |        | 1        | 0        | 0        |
| 1    | Clara Tauson (DEN)         |            |            |            |                        |                        |         |         |        |        | ●      |        | 1        | 0        | 0        |
| 1    | Anna Blinkova              |            |            |            |                        |                        |         |         |        |        |        | ●      | 0        | 1        | 0        |
| 1    | Marie Bouzková (CZE)       |            |            |            |                        |                        |         |         |        |        |        | ●      | 0        | 1        | 0        |
| 1    | Cristina Bucșa (ESP)       |            |            |            |                        |                        |         |         |        |        |        | ●      | 0        | 1        | 0        |
| 1    | Anna Danilina (KAZ)        |            |            |            |                        |                        |         |         |        |        |        | ●      | 0        | 1        | 0        |
| 1    | Veronika Erjavec (SLO)     |            |            |            |                        |                        |         |         |        |        |        | ●      | 0        | 1        | 0        |
| 1    | Jüan Jüe (CHN)             |            |            |            |                        |                        |         |         |        |        |        | ●      | 0        | 1        | 0        |
| 1    | Beatriz Haddad Maia (BRA)  |            |            |            |                        |                        |         |         |        |        |        | ●      | 0        | 1        | 0        |
| 1    | Okszana Kalasnikova (GEO)  |            |            |            |                        |                        |         |         |        |        |        | ●      | 0        | 1        | 0        |
| 1    | Magali Kempen (BEL)        |            |            |            |                        |                        |         |         |        |        |        | ●      | 0        | 1        | 0        |
| 1    | Desirae Krawczyk (USA)     |            |            |            |                        |                        |         |         |        |        |        | ●      | 0        | 1        | 0        |
| 1    | Aleksandra Krunić (SRB)    |            |            |            |                        |                        |         |         |        |        |        | ●      | 0        | 1        | 0        |
| 1    | Giuliana Olmos (MEX)       |            |            |            |                        |                        |         |         |        |        |        | ●      | 0        | 1        | 0        |
| 1    | Sabrina Santamaria (USA)   |            |            |            |                        |                        |         |         |        |        |        | ●      | 0        | 1        | 0        |
| 1    | Laura Siegemund (GER)      |            |            |            |                        |                        |         |         |        |        |        | ●      | 0        | 1        | 0        |
| 1    | Anna Sisková (CZE)         |            |            |            |                        |                        |         |         |        |        |        | ●      | 0        | 1        | 0        |
| 1    | Sara Sorribes Tormo (ESP)  |            |            |            |                        |                        |         |         |        |        |        | ●      | 0        | 1        | 0        |
| 1    | Stollár Fanny (HUN)        |            |            |            |                        |                        |         |         |        |        |        | ●      | 0        | 1        | 0        |
| 1    | Udvardy Panna (HUN)        |            |            |            |                        |                        |         |         |        |        |        | ●      | 0        | 1        | 0        |

### Győzelmek országonként
| Össz | Ország                    | Grand Slam | Grand Slam | Grand Slam | Év végi világbajnokság | Év végi világbajnokság | WTA1000 | WTA1000 | WTA500 | WTA500 | WTA250 | WTA250 | Összesen | Összesen | Összesen |
| Össz | Ország                    | E          | P          | V          | E                      | P                      | E       | P       | E      | P      | E      | P      | E        | P        | V        |
| ---- | ------------------------- | ---------- | ---------- | ---------- | ---------------------- | ---------------------- | ------- | ------- | ------ | ------ | ------ | ------ | -------- | -------- | -------- |
| 18   | Amerikai Egyesült Államok | 2          | 1          |            |                        |                        | 1       | 3       | 4      | 2      | 3      | 2      | 10       | 8        | 0        |
| 7    | Csehország                |            | 1          | 1          |                        |                        |         | 1       | 1      |        | 1      | 2      | 2        | 4        | 1        |
| 6    | Kína                      |            |            |            |                        |                        |         |         |        | 3      |        | 3      | 0        | 6        | 0        |
| 5    | Olaszország               |            | 1          | 1          |                        |                        | 1       | 2       |        |        |        |        | 1        | 3        | 1        |
| 5    | Ausztrália                |            |            | 1          |                        |                        |         |         |        | 1      | 2      | 1      | 2        | 2        | 1        |
| 4    | Belgium                   |            | 1          |            |                        |                        |         |         |        |        | 2      | 1      | 2        | 2        | 0        |
| 4    | Kanada                    |            |            |            |                        |                        | 1       | 1       | 1      | 1      |        |        | 2        | 2        | 0        |
| 4    | Magyarország              |            |            |            |                        |                        |         |         |        | 2      |        | 2      | 0        | 4        | 0        |
| 3    | Lengyelország             | 1          |            |            |                        |                        | 1       |         |        | 1      |        |        | 2        | 1        | 0        |
| 3    | Új-Zéland                 |            |            |            |                        |                        |         | 1       |        | 2      |        |        | 0        | 3        | 0        |
| 3    | Lettország                |            |            |            |                        |                        |         |         | 1      | 2      |        |        | 1        | 2        | 0        |
| 3    | Brazília                  |            |            |            |                        |                        |         |         |        | 2      |        | 1      | 0        | 3        | 0        |
| 3    | Ukrajna                   |            |            |            |                        |                        |         |         |        |        | 1      | 2      | 1        | 2        | 0        |
| 2    | Hollandia                 |            |            |            |                        |                        |         | 1       |        | 1      |        |        | 0        | 2        | 0        |
| 2    | Románia                   |            |            |            |                        |                        |         | 1       |        |        | 1      |        | 1        | 1        | 0        |
| 2    | Kazahsztán                |            |            |            |                        |                        |         |         | 1      |        |        | 1      | 1        | 1        | 0        |
| 2    | Németország               |            |            |            |                        |                        |         |         | 1      |        |        | 1      | 1        | 1        | 0        |
| 2    | Japán                     |            |            |            |                        |                        |         |         |        |        |        | 2      | 0        | 2        | 0        |
| 2    | Tajvan                    |            |            |            |                        |                        |         |         |        |        |        | 2      | 0        | 2        | 0        |
| 1    | Svájc                     |            |            |            |                        |                        |         |         | 1      |        |        |        | 1        | 0        | 0        |
| 1    | Egyesült Királyság        |            |            |            |                        |                        |         |         |        | 1      |        |        | 0        | 1        | 0        |
| 1    | Egyiptom                  |            |            |            |                        |                        |         |         |        | 1      |        |        | 0        | 1        | 0        |
| 1    | Szlovákia                 |            |            |            |                        |                        |         |         |        | 1      |        |        | 0        | 1        | 0        |
| 1    | Dánia                     |            |            |            |                        |                        |         |         |        |        | 1      |        | 1        | 0        | 0        |
| 1    | Franciaország             |            |            |            |                        |                        |         |         |        |        | 1      |        | 1        | 0        | 0        |
| 1    | Kolumbia                  |            |            |            |                        |                        |         |         |        |        | 1      |        | 1        | 0        | 0        |
| 1    | Grúzia                    |            |            |            |                        |                        |         |         |        |        |        | 1      | 0        | 1        | 0        |
| 1    | Mexikó                    |            |            |            |                        |                        |         |         |        |        |        | 1      | 0        | 1        | 0        |
| 1    | Spanyolország             |            |            |            |                        |                        |         |         |        |        |        | 1      | 0        | 1        | 0        |
| 1    | Szerbia                   |            |            |            |                        |                        |         |         |        |        |        | 1      | 0        | 1        | 0        |
| 1    | Szlovénia                 |            |            |            |                        |                        |         |         |        |        |        | 1      | 0        | 1        | 0        |

### Első győzelmek
Az alábbi játékosok pályafutásuk első WTA-győzelmét szerezték az adott versenyszámban 2025-ben:
Egyéni
- Maya Joint – Rabat (Morocco Open)
- Loïs Boisson – Hamburg (Hamburg European Open)
- Victoria Mboko – Montréal (Canadian Open)

Páros
- Mirra Andrejeva – Brisbane (Brisbane International)
- Gyiana Snajgyer – Brisbane (Brisbane International)
- Magali Kempen – Kolozsvár (Transylvania Open)
- Anna Sisková – Kolozsvár (Transylvania Open)
- Maya Joint – Rabat (Morocco Open)
- Veronika Erjavec – Jászvásár (Iași Open)
- Udvardy Panna – Jászvásár (Iași Open)
- McCartney Kessler – Montréal (Canadian Open)

### Címvédések
Az alábbi játékosok megvédték előző évben szerzett bajnoki címüket:
Egyéni
- Camila Osorio – Bogotá (Copa Colsanitas)

Páros
- Kateřina Siniaková – Dubaj (Dubai Tennis Championships)
- Cristina Bucșa – Bogotá (Copa Colsanitas)
- Sara Errani – Róma (Italian Open)
- Jasmine Paolini – Róma (Italian Open)
- Taylor Townsend – Washington (Washington Open)
- Erin Routliffe – Mason (Cincinnati Open)

### Top10 belépők
Az alábbi játékosok pályafutásuk során először kerültek a világranglista első 10 helyezettje közé:
Egyéni
- Mirra Andrejeva (2025. február 24-én a 9. helyre)
- Amanda Anisimova (2025. július 14-én a 7. helyre)

Páros
- Asia Muhammad (2025. március 17-én a 8. helyre)
- Gyiana Snajgyer (2025. május 19-én a 10. helyre)

## Ranglisták
A naptári évre szóló ranglistán (race) az előző szezon zárásától, azaz a WTA Finals döntőjét követő héttől szerzett pontokat tartják számon, és az október végén vagy november elején megrendezésre kerülő világbajnokságra való kijutás függ tőle. A WTA-világranglista ezzel szemben az előző 52 hét versenyein szerzett pontokat veszi figyelembe, a következő szisztéma alapján: egyéniben maximum 16, párosban 11 tornát lehet beszámítani, amelyekbe mindenképpen beletartoznak a Grand Slam-tornák, a kötelező WTA1000-versenyek és az év végi világbajnokság, valamint a világranglista első húsz helyezettje számára a nem kötelező WTA1000 versenyeken elért két legjobb eredmény is.
- Megjegyzés: Oroszország és Fehéroroszország versenyzői az országaikkal szembeni szankciók miatt nem indulhatnak országuk zászlaja alatt, ezeknél a versenyzőknél a  ikon látható.

### Egyéni

#### Az éves pontszám (race) és a világranglista állása
Az alábbi két táblázat a race (az előző WTA Finals döntője után szerzett pontok száma) és a világranglista (az előző 52 héten szerzett pontok száma) állását mutatja be egyéniben az első harminc játékossal. Sárga alászínezéssel az évvégi világbajnokságra bejutott versenyzők.